# João Bermudes
João Bermudes (Galiza, ano? — São Sebastião da Pedreira, Lisboa, 1570) foi um cirurgião militar e clérigo português, o primeiro que usou o título de Patriarca das Índias Orientais.

## Biografia
Natural da Galiza, João Bermudes liderou em 1520 uma expedição portuguesa à Etiópia, permanecendo lá prisioneiro até 1536, ano em que foi autorizado a regressar a Portugal como enviado do imperador etíope Lebna Dengel. A partir de 1539 esteve em Goa, de volta na Etiópia (1541-1556) e de novo na Europa (a partir de 1559), tendo visitado Roma.
Foi ordenado como Patriarca da Etiópia e de Alexandria, usando-se em relação a ele pela primeira vez o título de Patriarca das Índias Orientais.
Sobre a vida deste aventureiro em 1760 o pároco de São Sebastião da Pedreira, escreveu o seguinte:
Passou à Índia a primeira vez, em tempo do Governador Lopo Vaz de São Paio, no ano de 1526, e à Etiópia com Heitor da Silveira, quando foi por capitão do Mar Roxo, donde em breve tempo ganhou a graça do imperador David. Depois de residir lá 7 anos, veio com os embaixadores a dar obediência ao Papa Clemente III, que então presidia na Igreja de Deus. Passados alguns anos ordenado D. João Bermudes de todas as ordens por abuna Marco, e nomeado Patriarca, o Imperador o mandou por seu embaixador ao nosso Rei D. João III, requerendo a sua amizade, e pedindo ajuda, e socorro contra El-Rei de Ceilão, que lhe fazia cruel guerra e vindo por terra, em Roma, o confirmou o Papa Paulo III no Patriarcado de Alexandria. Como tal, chegando a esta cidade de Lisboa, foi recebido de nosso Rei D. João o Terceiro com grande pompa, e majestade. Segunda vez à Índia no ano de mil e quinhentos e trinta e nove. Em Goa foi recebido com a mesma pompa de Vice-Rei, D. Garcia de Noronha, e do Bispo D. João de Albuquerque, e levado à Sé com cruz alçada em um palanquim riquíssimo, que para esta entrada lhe havia dado El-Rei de Portugal. Depois de assistir em Goa dando mostras de varão exemplar, prudente, e virtuoso, até que no governo de D. Estêvão da Gama no ano de mil e quinhentos e quarenta e um, passou segunda vez à Etiópia e deteve-se no Abexim. Vendo o pouco fruto que fazia nas suas ovelhas, as amaldiçoou, e vindo para a Índia, teve no mar muitas tormentas, de que milagrosamente escapou. Desembarcado em Goa rendeu com pública demonstração as devidas graças a Nosso Senhor no colégio de São Paulo, onde esteve pousado, até que fez viagem para esta cidade, aonde chegou com próspera comodidade no ano de mil e quinhentos e cinquenta e nove, governando este Reino o Senhor Rei D. Sebastião, que se agradou tanto do Reverendíssimo Patriarca, que não consentiu saísse de Lisboa, e se retirou a este sítio, aonde passou o restante de sua vida, fazendo grandes serviços a Deus no tempo da peste. Celebrava quase todos os dias o sacrifício da missa com muita devoção, achando-se algumas vezes presente El-Rei D. Sebastião, que muitas vezes visitava o Reverendíssimo Patriarca, para gozar da sua afável, e santa conversação. Finalmente entendendo que seus dias seriam já poucos porque estava em idade muito provecta, tratou mandar fazer sua humilde sepultura à porta da Ermida, de que todos os dias tomava pose com a consideração da morte que lhe foi suavíssima em o ano de mil e quinhentos e setenta. Seus ossos foram trasladados para o cruzeiro da nova Igreja em dezasseis do mês de Outubro de mil seiscentos e cinquenta e três, depois de passados 83 anos, sem mau cheiro, e com a maior parte das sagradas vestes pontificais incorruptas.
Publicou um relato da sua estada na corte etíope, que intitulou: Breve relação da embaixada que o Patriarca D. João Bermudes trouxe do Imperador de Etiópia chamado vulgarmente Preste João (1565).
Faleceu em 1570 na cidade de Lisboa, sendo enterrado numa humilde sepultura que mandara fazer à porta da ermida de São Sebastião (hoje São Sebastião da Pedreira), então uma localidade rural dos arredores de Lisboa.
Quando em 1653 foi construída a actual igreja de São Sebastião, os seus restos foram trasladados para igreja nova, sendo colocada sobre a sua campa, acompanhada do brasão de armas respectivo, a seguinte inscrição: SEPULTURA DO PATRIARCA D'ALEXANDRIA//DOM JOÃO BERMVDES FALECEO NO ANNO//DE 1570 TRESLADARÃO SE OS OSSOS EM//16 DE OUTUBRO DE 1653. O alvará que autoriza a sagração da nova igreja menciona que para a dita capela-mor se trasladara o corpo do patriarca Dom João Bermudes que esta na igreja velha. Embora o local indicado fosse na capela-mor, a sepultura do Patriarca não ficou aí, mas da parte debaixo dos degraus da entrada para ela, onde ainda se encontra.
Quando em 1954 se levantou o pavimento da igreja ficou à vista a campa de D. João Bermudes, sendo a inscrição lida pelo académico José Maria Cordeiro de Sousa. O prior Monsenhor António de Oliveira Reis mandou então abrir a sepultura para exame dos ossos, verificando-se estarem nela enterradas diversas pessoas, lavrando-se do facto auto datado de 14 de Setembro de 1954.
Na igreja de São Sebastião da pedreira existiu também uma imagem de Nossa Senhora da Saúde, trazida em 1539 de Roma por D. João Bermudes, o chamado Patriarca das Índias.

## Obras publicadas
- Esta he hua breve relação da embaixada que o Patriarcha D. João de Bermudez trouxe do Imperador de Ethiopia chamado vulgarmente Preste João ao christianissimo & zelador da fee de Christo Rey de Portugal dom João o terceiro deste nome: dirigida ao mui alto & poderoso, de felicissima esperança, Rey tãbem de Portugal dom Sebastião, o primeiro deste nome. Em a qual tãbem conta a morte de dom Christouam da Gama: & dos successos que acontecerã aos portugueses que forão em sua companhia. Em Lisboa, em casa de Francisco Correa, Impressor do Cardeal Inffante. Anno de 1565. 80 f. (reimpressa em Lisboa, 1875).